# XLV Festival del Huaso de Olmué
El XLV Festival del Huaso de Olmué se realizó los días 23, 24, 25 y 26 de enero de 2014 en el Parque El Patagual, ubicado en Olmué, Chile.
Fue transmitido por Televisión Nacional de Chile (TVN), canal que se adjudicó la licitación hasta 2017, y por la señal internacional TV Chile. Con respecto a las ediciones anteriores de este festival, se agregó una noche más al certamen, pasando de ser tres noches a un total de cuatro jornadas.

## Artistas

### Musicales
- Los Bunkers
- Javiera y Los Imposibles
- Sinergia
- Vicentico
- Los Pata e' Cumbia
- Los Tigres del Norte
- Los Viking's 5
- Daniel Muñoz y Los Marujos
- Los Jaivas

### Humor
- Nancho Parra
- Huaso Filomeno
- Álvaro Salas
- Centella

## Programación y desarrollo
|  | Obertura               |
|  | Artista musical        |
|  | Humor                  |
|  | Competencia folclórica |

### Día 1 - jueves 23 de enero
| N.º | Nombre                                                 | Género/Tipo                                  | Lista de temas/Rutina |
| --- | ------------------------------------------------------ | -------------------------------------------- | --- |
| O   | Homenaje a Gabriel Parra (Realizado por Juanita Parra) | Obertura                                     | |
| 1   | Los Bunkers                                            | Banda de rock, pop rock y rock alternativo   | Ver lista 1. «Santiago de Chile» (cover de Silvio Rodríguez) 2. «Llueve sobre la ciudad» 3. «Sábado» 4. «Una nube cuelga sobre mí» 5. «Si estás pensando mal de mí» 6. «Quién fuera» (cover de Silvio Rodríguez) 7. «No me hables de sufrir» 8. «Pobre corazón» 9. «La velocidad de la luz» 10. «Nada nuevo bajo el sol» 11. «Ven aquí» 12. «Bailando solo» 13. «Miño» 14. «El necio» (cover de Silvio Rodríguez) |
| 2   | Nancho Parra                                           | Humor                                        | Humor |
| 3   | Grupo Rayén                                            | Competencia temas de Los Jaivas (1.er grupo) | «La centinela» |
| 4   | Cabo Carranza                                          | Competencia temas de Los Jaivas (1.er grupo) | «Pregón para iluminarse» |
| 5   | María Colores                                          | Competencia temas de Los Jaivas (1.er grupo) | «Todos juntos» |
| 6   | Silvestre                                              | Competencia temas de Los Jaivas (1.er grupo) | «Sube a nacer conmigo hermano» |
| 7   | Javiera y Los Imposibles                               | Banda pop rock, rock alternativo y folclore  | Ver lista 1. «Alacrán» 2. «Humedad» 3. «Soy tu agua» 4. «Proverbios» 5. «Maldita primavera» (cover de Yuri) 6. «La jardinera» (cover de Violeta Parra) 7. «Qué he sacado con quererte» con Álvaro López (cover de Violeta Parra) 8. «Compromiso» con Álvaro López (cover de Cecilia) 9. «Te amo tanto» 10. «Autopsia»                                                                                             |
| 8   | Sinergia                                               | Banda de rock experimental y cumbia          | Ver lista 1. «Mi señora» 2. «Todos me deben plata» 3. «Día del sexo» 4. «Hágalo bien» 5. «Sopaipilla con mostaza» 6. «Amor alternativo» 7. «Toy chato» 8. «Mujer robusta» 9. «Drum solo» 10. «Te enojai por todo» 11. «Jefe» 12. «Calibraciones» (cover de Aparato Raro) 13. «Me gusta, me gusta» |

### Día 2 - viernes 24 de enero
| N.º | Nombre                      | Género/Tipo                                   | Lista de temas/Rutina |
| --- | --------------------------- | --------------------------------------------- | --- |
| O   | Ballet Folclórico Nacional  | Obertura                                      | |
| 1   | Vicentico                   | Cantante de rock, rock pop y balada romántica | Ver lista 1. «Ya no te quiero» 2. «Morir a tu lado»Play Video 3. «Puro teatro» (cover de Falete) 4. «Viento» 5. «El rey del rock 'n' roll» 6. «No te apartes de mí» (cover de Roberto Carlos) 7. «Siguiendo la luna» (cover de Los Fabulosos Cadillacs) 8. «Algo contigo» (cover de Chico Novarro) 9. «Paisaje» (cover de Franco Simone) 10. «La tormenta» 11. «Tiburón» (cover de Rubén Blades) 12. «Sólo un momento» 13. «Creo que me enamoré» 14. «Basta de llamarme así» (cover de Los Fabulosos Cadillacs) 15. «Los caminos de la vida» (cover de Omar Geles) 16. «Vasos vacíos» (cover de Los Fabulosos Cadillacs) 17. «Yo no me sentaría en tu mesa» (cover de Los Fabulosos Cadillacs) |
| 2   | Huaso Filomeno              | Humor                                         | Humor |
| 3   | La Mano Ajena               | Competencia temas de Los Jaivas (2.do grupo)  | «La quebrá del ají» |
| 4   | Fernando Julio y Rocío Peña | Competencia temas de Los Jaivas (2.do grupo)  | «La conquistada» |
| 5   | Fernando Milagros           | Competencia temas de Los Jaivas (2.do grupo)  | «Mira niñita» |
| 6   | Natalia Santander           | Competencia temas de Los Jaivas (2.do grupo)  | «Mambo del Machaguay» |
| 7   | Los Pata e' Cumbia          | Banda de cumbia                               | |

### Día 3 - sábado 25 de enero
| N.º | Nombre                      | Género/Tipo                                           | Lista de temas/Rutina |
| --- | --------------------------- | ----------------------------------------------------- | --- |
| O   | José Quilapi                | Obertura                                              | Ver lista 1. «Huincaonal» 2. «Al pie de una guitarra» 3. «Ay, ay, ay» |
| 1   | Los Tigres del Norte        | Grupo de música regional mexicana, ranchera y bolero. | |
| 2   | Álvaro Salas                | Humor                                                 | Humor |
| 3   | Silvestre                   | Competencia temas de Los Jaivas (Semifinal)           | «Sube a nacer conmigo hermano» |
| 4   | Fernando Julio y Rocío Peña | Competencia temas de Los Jaivas (Semifinal)           | «La conquistada» |
| 5   | Fernando Milagros           | Competencia temas de Los Jaivas (Semifinal)           | «Mira niñita» |
| 6   | La Mano Ajena               | Competencia temas de Los Jaivas (Semifinal)           | «La quebrá del ají» |
| 7   | Los Viking's 5              | Banda de cumbia                                       | Ver listaMedley 1 1. «La Gallina no» 2. «Para que llorar, Para que sufrir» 3. «Enamorado de mi Suegra» 4. «Dale Pa' Arriba» 5. «Ese Muerto no lo cargo Yo» Medley 2 1. «Si te vas de Mí» 2. «Candombé Para José» 3. «El Minero» 4. «Agarrame La Escalera» Medley 3 1. «De Coquimbo Soy» 2. «La Vaca Blanca» 3. «Papá y Mamá» 4. «El Farolito» 5. «Palomitas Arriba» 6. «No me pregunten cómo es mi Muchacha» Medley 4 1. «Un Año Más» 2. «Plena Española » 3. «La Secretaria» 4. «El Cuartetazo» 5. «Gavilán Tao Tao» 6. «De Aquí Pa' Allá» 7. «Tu Hermana» 8. «Todos Juntos» Medley 5 1. «Cariñito» 2. «Quiero un Sombrero» 3. «Se va la Vida» 4. «Vagabundo Soy» 5. «Arriba las Manos» 6. «Black Magic Woman» 7. «Boquita de Caramelo» Medley 6 1. «Linda Provinciana» 2. «Macondo» 3. «Fuiste al Baile» |

### Día 4 - domingo 26 de enero
| N.º | Nombre                      | Género/Tipo                                           | Lista de temas/Rutina |
| --- | --------------------------- | ----------------------------------------------------- | --- |
| O   | Raipillán                   | Obertura                                              | Ver lista 1. «Danzas nortinas» 2. «Entraremos a la plaza» (Tarkeada) 3. «Cacharpaya del pasiri» 4. «Bailarin del silencio» 5. «Música de la tirana» |
| 1   | Daniel Muñoz y Los Marujos  | Grupo de cueca, cueca brava y tango                   | Ver lista 1. «Pandero y boca e' caballo» 2. «Me decía una mujer» 3. «Las casas de tambo» 4. «Me miras y oyes mi llanto» 5. «Mi Valparaíso» 6. «Barquita de papel» 7. «Parada en cualquier farol» 8. «Sueño chino» 9. «Salud» 10. «Que viva el roto» 11. «Cuando pulso mi guitarra» 12. «Se espiantó la guitarra» 13. «De Lavapié para Llico» |
| 2   | Centella                    | Humor                                                 | Humor |
| 3   | Fernando Milagros           | Competencia temas de Los Jaivas (Final)               | «Mira niñita» |
| 4   | Fernando Julio y Rocío Peña | Competencia temas de Los Jaivas (Final)               | «La conquistada» |
| 5   | Silvestre                   | Competencia temas de Los Jaivas (Final)               | «Sube a nacer conmigo hermano» |
| 6   | Los Jaivas                  | Banda de rock psicodélico, rock progresivo y folclore | Ver lista 1. «La vida mágica» 2. «Pregón para iluminarse» 3. «Tarka y ocarina» 4. «La vergüenza ajena» 5. «Ayer caché» 6. «Mira niñita» 7. «Hijos de la tierra» 8. «Corre que te pillo» 9. «Mambo de machaguay» 10. «Todos juntos» |

## Competencia
La única gran condición para concursar era interpretar una nueva versión de un tema original de Los Jaivas, homenajeados por este certamen por cumplir 50 años de carrera, y recibieron un tributo especial sobre el escenario del Patagual. Más de 100 canciones llegaron para ser escuchadas y luego seleccionadas para participar de la competencia, que tuvo como premios cinco millones de pesos y el tradicional Guitarpín. 
El jurado preseleccionador, integrado por los concejales Leonel Gómez y Sonia Muñoz; el gerente de producción de TVN, Eduardo Cabezas; el director general del festival, José Antonio Edwards; y el periodista de 24 Horas Manuel Maira, eligió ocho canciones que se disputaron el premio:
| Título                         | Intérprete(s)               | Lugar     |
| ------------------------------ | --------------------------- | --------- |
| «Sube a nacer conmigo hermano» | Silvestre                   | Ganador   |
| «Mira niñita»                  | Fernando Milagros           | 2.° Lugar |
| «La Conquistada»               | Fernando Julio y Rocío Peña | 3.° Lugar |
| «La quebrá del ají»            | La Mano Ajena               | 4.° Lugar |
| «Mambo de Machaguay»           | Natalia Santander           | Eliminado |
| «Pregón para iluminarse»       | Cabo Carranza               | Eliminado |
| «Todos juntos»                 | María Colores               | Eliminado |
| «La Centinela»                 | Grupo Rayén                 | Eliminado |

### Jurados
- Javiera Parra
- Julio Zegers
- Daniel Muñoz
- Ignacio Franzani
- María Elena Swett

## Audiencia
| 1 | Jueves  | 23 de enero | Día 1 | 22:04 - 02:40 | 14,3 | Cuarto  | [ 3 ] |
| 2 | Viernes | 24 de enero | Día 2 | 22:19 - 02:16 | 17,6 | Primero | [ 4 ] |
| 3 | Sábado  | 25 de enero | Día 3 | 22:21 - 02:18 | 18,5 | Primero | [ 5 ] |
| 4 | Domingo | 26 de enero | Día 4 | 22:21 - 02:52 | 21,5 | Primero | [ 6 ] |